# آنری لوفور
هانری لوفِوْر (به فرانسوی: Henri Lefebvre) (زادهٔ ۱۶ ژوئن ۱۹۰۱ در اژتمو، لاند – درگذشتهٔ ۲۹ ژوئن ۱۹۹۱ در ناوارنکس، فرانسه) جامعه‌شناس، روشن‌فکر مارکسیست و فیلسوف فرانسوی بود. او بیشتر برای کارهایش درباره دیالکتیک، مارکسیسم، زندگی روزمره، شهرها و فضاهای اجتماعی شناخته می‌شود. ابداع اصطلاح «حق شهر» از اوست.

## زندگی
هانری لوفور در ۱۹۰۱ در جنوب فرانسه متولد شد. وی در منزلش در شهر قدیمی «ناوارنس» در سال ۱۹۹۱ درگذشت.
وی دانشگاه سوربن، در دهه ۱۹۲۰ درس خواند و جذب جنبش‌های آوانگارد آن زمان شد.

## دیدگاه‌ها
لوفور در طول حیاتش مساعدت‌هایی به حیات روشنفکری جامعه فرانسه انجام داد. تحلیل لوفور از فضامندی و زندگی روزمره، بزرگ‌ترین دستاورد و میراث او برای نحلهٔ مارکسیستی بود.
این فیلسوف فرانسوی تقریباً نزدیک به یک سده زندگی کرد و در این یک سده، هم به عنوان فیلسوف، هم به عنوان جامعه‌شناس و هم نظریه‌پرداز حوزه‌های جغرافیا و امر شهر، تحلیل ریتم در زندگی، موسیقی و دیالکتیک مطرح بود.
هانری لوفور جزو معدود کسانی است که تا سال ۱۹۹۱ سال مرگش مارکسیست باقی‌ماند.

## زندگی روزمره
هانری لوفور با همراهی موقعیت‌گرایان که جوان‌تر از خودش بودند، به نقد یکی از مهم‌ترین ارکان سرمایه‌داری در نیمهٔ دوم سدهٔ بیستم پرداخت: زندگی روزمره. زندگی روزمرهٔ مدرن و شهری یکی از فضاهایی بود که سیستم‌سازی سرمایه‌دار بر آن سیطره داشت. از این رو گاهی او را نظریه‌پرداز جنبش دانشجویی-کارگری مه ۱۹۶۸ فرانسه می‌دانند، که به نوعی شورش علیه بورژوازی پدران بود.
او به‌طور فزاینده‌ای در دهه ۱۹۶۰ و به‌ویژه در پی حوادث ۱۹۶۸ به اهمیت شرایط زندگی روزمره به مثابه مرکزیت در تکامل احساسات و سیاست‌های انقلابی واقف شد. تحلیل لوفور از فضامندی و زندگی روزمره، از برجسته‌ترین دستاورد او برای نحله مارکسیستی بود.

## تحلیل فضا
لوفور دیالکتیک را بر اساس یکی از آموزه‌های کارل مارکس (یعنی زمین)، با افزودن عنصری مدرن‌تر معادل آن، یعنی فضا، از شکل دیا (دوتایی) به صورت تریا (سه‌تایی) درآورد؛ بنابراین، عنصر زمان و فضا–مکان را که هر دو از جمله مقوله‌های مطرح‌شده در سدهٔ بیستم‌اند، در روند دیالکتیک وارد کرد. مفسران از این نظریهٔ لوفور به عنوان (به فرانسوی: Tridialectics) یاد می‌کنند.
وقتی که در اروپای صنعتی شده، آنچنان که مد نظر کمونیست‌ها و مارکسیست‌ها بود، انقلابی سوسیالیستی رخ نداد، عمده متفکران مارکسیست سعی کردند که خلا تئوری کار مارکس را پیدا کنند. لوفور از جمله این افراد بود. در کتاب «تولید فضا» لوفور در اصل فرض کرده است که انقلاب مارکسیتستی بالاخره رخ می‌دهد، اما نه توسط پرولتاریا. بنابراین، او به دنبال نیروهای انقلابی گشت و آنها را در گروه‌های مطرود جامعه، گروه‌های قومی، گروه‌های جنستی و مانند آن جست. برای ساختن این تئوری او فضا را در شیوه تولید، پایه قرار داد. از این منظر، این فضا است که روبنا را می‌سازد. او سه مونت یا لحظه فضایی را نیز برای این تحلیل به کار برده است. 
این بخش از آرای لوفور به شدت قابل نقد است. در کتاب «طرحواره ذهنی و تولید فضا»، بهراد فرمهینی فراهانی به نقد این بخش از آرای لوفور از منظر علم روان‌شناسی شناختی پرداخته است.

## تأثیر و تأثر
در دهه ۱۹۲۰ با سورئالیست‌ها دمخور بود، یکی از دوستان او آندره برتون بود. همان زمان عضو حزب کمونیست نیز بوده‌است.
به عقیده برخی لوفور پدر معنوی جنبش آوانگارد ۶۸ بوده‌است. 
بودریار یکی از شاگردان او بوده.